# Juan Mónaco
Juan Mónaco (Tandil, 29 de março de 1984) é um tenista profissional da Argentina.

## Carreira
Mónaco é um tenista argentino especialista em saibro, tem 8 títulos de nível ATP em Simples e 3 em Duplas. Além disso, já foi por 12 vezes vice-campeão de torneios ATP em Simples e 3 em Duplas.
Ele também representa a Argentina na Copa Davis.

### 2002 - 2004: Início da carreira profissional
Juan Mónaco estreou como tenista profissional aos 18 anos. Ganhando seu primeiro torneio em 12 de fevereiro no Jamaica F20, vencendo ao paraguaio Francisco Rodríguez. Ao encerrar o ano se encontrava na posição 470º no individual na ATP.
Em 2003, esteve presente em seis finais e ficando em 2º lugar em dois eventos no Jamaica F3, de Montego Bay ao ser derrotado pelo estadunidense Wayne Odesnik e no Argentina F6, sendo derrotado por seu compatriota Diego Moyano. Mas, ganhou quatro torneios todos no saibro. Ganhou o Jamaica F4, Montego Bay; no Bolívia F1, em La Paz; no Argentina de F1, Buenos Aires e no Uruguai F2, Uruguai, derrotando ao russo Dmitri Sitak e seus compatriotas Matías O'Neille, Carlos Berlocq e Ignacio González King, respectivamente. Encerrou o ano na posição nº 324 nos individuais.
Começou o ano de 2004 ganhando o Challenger de São Paulo diante do chileno Adrián García por parciais de 6-4, 7-64. Fez sua estreia no circuito profissional da ATP no Torneio de Buenos Aires, derrotando na primeira rodada Nicolás Lapentti por 7-6², 6-1. Na segunda rodada, eliminou a Juan Ignacio Chelea por 7-64,6-3, chegando as quartas de final onde foi derrotado por Guillermo Coria com 86-7, 6-3 e 1-6. Posteriormente, participou do Torneio do Brasil, vencendo na primeira rodada ao nº 13 do mundo, Nicolás Massú por 6-4, 6-2. Na segunda rodada, perdeu para Luis Horna por 4-6, 1-6. Após disputar dois challengers, competiu no Masters de Miami, sendo esta sua primeira participação no Masters 1000. Na primeira rodada, venceu a Joachim Johansson por 7-66, 6-2. Na segunda rodada, eliminou ao pré-classificado nº 18, Gustavo Kuerten por 6-1, 3-6, 7-5.  Mas acabou perdendo na terceira rodada para o nº 10 do mundo, Paradorn Srichaphan por 6-1, 4-6, 4-6. Logo depois jogou seu primeiro Grand Slam em Roland Garros. Na primeira rodada, derrotou a Alex Bogomolov Jr. por 6-1, 6-1, 5-7, 6-4. Mas na segunda rodada, perdeu diante do nº 3 do mundo, Guillermo Coria por 5-7, 1-6, 3-6.
Mais tarde chegou as quartas de final de challengers, e disputou o Torneio de Bastad. Vencendo na primeira rodada Nicolás Massú por 4-6, 6-3, 6-2. Na segunda rodada, derrotou a Kristof Vliegen por 5-7, 6-4, 6-1. Nas quartas de final, perdeu para Fernando González por 4-6, 4-6. Também competiu no Torneio de Kitzbühel, derrotando na primeira rodada a Juan Pablo Guzmán por 7-5, 6-4. Depois eliminou a David Ferrer por 6-3, 6-4. Na terceira rodada, perdeu para Florian Mayer por 4-6, 4-6. Chegando as semifinais do Challenger de Sopot perdendo para José Acasuso. Disputou seu segundo Grand Slam, no US Open, perdendo na primeira rodada para Gastón Gaudio 66-7, 6-4, 3-6, 2-6. No Torneio de Buscarete perdeu na primeira rodada para Alex Calatrava por 76-7, 2-6. Encerrou a temporada, chegando as semifinais do Challenger de Palermo perdendo para Filippo Volandri por 1-6, 4-6; na primeira rodada de Lyon perdeu para Joachim Johansson por 4-6, 3-6 e ficando eliminado de Metz na primeira rodada diante de Florent Serra por 4-6, 6-4, 0-6. Encerrou a temporada na posição nº 73, ingressando pela primeira vez no Top100.

### 2005: Primeira final ATP
Juan Mónaco começou 2005 no Australian Open perdendo na primeira rodada para Mardy Fish. Em março chegou a segunda rodada do Masters de Miami 2005 e as quartas de final em Munique, nas duas perdendo para David Nalbandian. Chegou a sua primeira final ATP em Casablanca, perdendo para seu compatriota Mariano Puerta.
Chegou a segunda rodada do Masters de Roma e Hamburgo, perdendo respectivamente, diante de Guillermo Cañas e Jiří Novák. Perdeu na primeira rodada de Roland-Garros de 2005 para Sébastien Grosjean. Fez sua estreia em Wimbledon, perdendo para Novak Djokovic. Mas obteve sua primeira vitória para um Top 20, derrotando ao espanhol David Ferrer, mas perdeu a segunda rodada para Tomáš Zíb no Torneio de Stuttgart. Chegou as quartas de final do Viena Open, onde perdeu para Radek Štěpánek. Encerrou o ano na posição 85.

### 2006: Irregularidade
Iniciou 2006 com três saídas na primeira rodada nos primeiros dois meses em Buenos Aires, Santiago e Torneio de Adelaida, e saiu na segunda rodada no Australian Open de 2006 e no Torneio de Sydney.
Mas chegou as semifinais no Torneio do Brasil, perdendo para Nicolás Massú. Depois da semifinal, perdeu quatro partidas seguidas no Acapulco, Miami, Houston e Casablanca. No Masters 1000 não teve bons resultados no saibro perdendo na primeira rodada em Roma, para o jogador Fabrice Santoro, e na segunda em Hamburgo para Robin Söderling.
Depois destas derrotas, Mónaco chegou as quartas de final em Pörtschach am Wörther See perdendo para Luis Horna; chegou a uma terceira rodada em Roland-Garros de 2006 perdendo para Ivan Ljubičić, e nas semifinais da Mercedes Cup 2006 perdeu para José Acasuso. Mas em seguida, perdeu quatro partidas seguidas de novo por uma derrota na segunda rodada do Orange Warsaw Open, diante de Nikolai Davydenko e uma derrota na primeira rodada no US Open de 2006, Bucareste e no Kingfisher Airlines Tennis Open. Chegou a terceira rodada do Torneio de Tóquio, perdendo para Jarkko Nieminen. Encerrou o ano na classificação nº 70 em simples.
Em duplas, fez duas aparições semifinais no Torneio do Brasil junto de seu compatriota Agustín Calleri, e em Estugarda se associou a José Acasuso.

### 2007: Três títulos de ATP
Iniciou uma aparição nas quartas de final no ATP 250 de Auckland, perdendo para seu compatriota Agustín Calleri. Chegando também as quartas de final do Brasil Open de Tênis perdendo para outro argentino Juan Ignacio Chela. Ganhou seu primeiro título ATP no torneio de Buenos Aires vencendo por parciais de 6-1 e 6-2 ao italiano Alessio Di Mauro, chegando a posição nº 66.
Mas acabou saindo na primeira rodada nos torneios de Acapulco, Indian Wells e um evento Challenger. Chegou a segunda rodada em Miami, mas perdeu para David Ferrer. Chegou as quartas de final do Torneio de Houston perdendo para James Blake e em Estoril para Paul-Henri Mathieu. Se classificou para o Masters de Hamburgo, mas perdeu para o número 1 e campeão do torneio Roger Federer na segunda rodada em três sets apertados. Ganhou seu segundo título em Pörtschach diante de Gaël Monfils. No Mercedes Cup perdeu para Rafael Nadal nas quartas de final.
Ganhou o último título do ano no Torneio de Kitzbühel na Áustria, depois de derrotar Tommy Robredo nas quartas de final e na final a Potito Starace. No Masters de Cincinnati, derrotou pela primeira vez a um jogador do top 5, Rafael Nadal. Pico perdeu para Sam Querrey na terceira rodada. Conseguiu chegar as quartas de final do Torneio de Estocolmo, onde perdeu para Tommy Haas nas quartas.
Nos Grand Slams, perdeu na primeira rodada do Aberto da Austrália 2007 - Simples Masculino diante  de Nicolas Mahut e Wimbledon e diante de Kristof Vliegen. Mas chegou até as quartas de Roland-Garros de 2007 perdendo para Guillermo Cañas e no US Open de 2007 perdeu diante de Novak Djokovic. Encerrou na posição nº 23.

### 2008
Iniciou o ano nas semifinais em Auckland perdendo para o alemão Philipp Kohlschreiber. Chegando a terceira rodada do Aberto da Austrália, perdendo para Tomáš Berdych. Logo depois, chegou a final do Torneio de Viña del Mar, esperando jogar com Fernando González, mas foi concedida uma vitória ao chileno por W/O devido uma lesão no tornozelo esquerdo durante a final de duplas. Devido ao desempenho chegou a posição nº 14. Já no Torneio de Buenos Aires perdeu na primeira rodada.
No Abierto Mexicano Telcel em Acapulco, perdeu na segunda rodada. Chegando na terceira rodada no Indian Wells para Guillermo Cañas, em Miami para Mario Ančić. Representou a Argentina na partida de quartas de final da Copa Davis de 2008 contra a Suécia e ganhou a partida contra Thomas Johansson por 6-3 e 6-3.
Chegou as quartas de final em Valencia e na segunda rodada em Montecarlo perdendo diante de Nicolás Almagro e em Roma perdendo para Igor Andreev. Chegou a terceira rodada em Hamburgo, perdendo para Andreas Seppi. Chegou a final em Portchach sendo derrotado por Nikolai Davydenko.
Chegou as semifinais do Orange Varsovia Open, perdendo para Tommy Robredo. Nas Olimpiadas de Pequim, perdeu para Marin Čilić por parciais de 4-6, 7-65 e 3-6, seguindo derrotas no Torneiro de New Haven e US Open 2008. Derrotado na primeira rodada do Mutua Madrid Open por Radek Štěpánek, e no Torneio de Lyon por Gilles Simon. Chegando a segunda rodada em Estocolmo e Paris. Encerrou o ano na posição nº 46.
Em duplas, começou o ano com um título em Auckland junto com Luis Horna. E nas semifinais do US Open 2008, perdendo para Lukáš Dlouhý e Leander Paes. Chegou a final do Movistar Open e ganhou o Valencia Open, com Máximo González.

### 2009: Quartas de final no Masters 1000
Juan Mónaco deu o ponto de partida do ano no Torneio de Auckland perdendo já na segunda rodada para Viktor Troicki, já no Aberto da Austrália saiu na primeira rodada ao ser derrotado por Jo-Wilfried Tsonga por 4-6,4-6 e 0-6.
No Movistar Open chegou até as quartas de final sendo eliminado por Fernando González por 0-6 e 2-6. Já no Torneio da Costa do Sauipe foi eliminado na primeira rodada por seu compatriota José Acasuso por 36-7, 4-6 e tendo o mesmo resultado em Acapulco. A primeira final do ano foi em Buenos Aires na Copa Telmex, após derrotar Sergio Roitman, Martín Vassallo Argüello, Máximo González e David Nalbandian, mas acabou perdendo a final para Tommy Robredo por 5-7, 6-2 e 56-7.
Em duplas, chegou a terceira rodada do Aberto da Austrália e a final do Brasil Open, junto com Lucas Arnold Ker.
Representou a Argentina nas oitavas de final derrotando a Thiemo de Bakker. Chegou a segunda rodada do Masters de Miami, perdendo para Andy Murray. Chegou a terceira rodada do Masters de Montecarlo, perdendo para o alemão Andreas Beck, depois de derrotar Tommy Robredo na segunda rodada, e em Barcelona perdeu para Fernando González na segunda rodada depois de derrotar a Marat Safin.
No Masters de Roma, chegou as quartas de final depois de derrotar a Nicolas Kiefer por 6-2 e 6-3; Andy Murray por 1-6, 6-3 e 7-5; e Marin Čilić por 6-4 e 6-4 e finalmente perdendo para Fernando González por 6-2, 3-6 e 4-6. No Torneio de Estoril começou derrotando a Pablo Cuevas por 6-2 e 6-4, mas perdeu para Florent Serra por 3-6, 6-1 e 3-6. No Masters de Madri derrotou a Feliciano López e David Ferrer, mas perdeu para Fernando Verdasco por 5-7 e 2-6.
No Torneio de Roland Garros de 2009 iniciou eliminando a Marcos Baghdatís por 6-3, 6-2 e 6-4, mas perdeu para Jo-Wilfried Tsonga por  5-7, 6-2, 1-6 e 86-7.
Perdeu em Wimbledon para Nicolás Almagro em uma disputa de quase quatro horas por 7-63, 7-67, 56-7, 6-4 e 6-8.
Representou a Argentina nas quartas de final da Copa Davis de 2009, perdendo. No Torneio de Hamburgo derrotou a Mikhail Youzhny e José Acasuso, mas perdeu para David Ferrer.
Jogou o Torneio de Bastad, no Saibro, chegando a final vencendo durante o torneio a Máximo González, 7-64, 3-6 e 6-1; a Victor Crivoi, 6-0 e 7-6¹; a Fernando Verdasco por 6-1 e 3-1; nas semifinais derrotou a Tommy Robredo por 6-0 e 6-2, mas perdeu para Robin Söderling.
Competiu no US Open de 2009, perdendo para Juan Martín del Potro por 3-6, 3-6 e 1-6. No Torneio de Bucareste chegou a final após vencer Júlio Silva, Pere Riba, Pablo Cuevas e Simon Greul. Mas perdeu para Albert Montañés por 7-62 e 7-66.
Em Tóquio, se retirou contra Ernests Gulbis depois de derrotar Guillermo García-López. Perdeu na primeira rodada do Masters de Xangai para Viktor Troicki. No Torneio de Estocolmo derrotou a Jan Hernych, mas perdeu para Joachim Johansson. Competiu em Lyon vencendo a Josselin Ouanna e perdendo para Michaël Llodra. Perdeu no ATP 500 de Valencia diante de Nikolai Davydenko. No Masters de Paris-Bercy derrotou a Jérémy Chardy, mas foi eliminado por Novak Djokovic. Encerrou o ano na posição nº 30.

### 2010: Lesão no pulso e semifinal do Masters 1000
Mónaco começou sua temporada de 2010 em Auckland na Nova Zelândia, onde derrotou a Horacio Zeballos na primeira rodada; mas acabou perdendo na rodada seguinte para o futuro campeão John Isner com parciais de 7-5, 4-6 e 3-6. Depois participou do seu primeiro Gran Slam no Aberto da Austrália onde acabou nas duas primeiras rodadas eliminando a Ernests Gulbis e Michaël Llodra, mas na erceira rodada foi derrotado por Nikolai Davydenko.
Participou do torneio de Santiago alcançando a final, mas perdeu contra Thomaz Bellucci por 2-6, 6-0 e 4-6, mas antes derrotou a Nicolás Massú, Juan Ignacio Chela, Peter Luczak e João Olavo Souza. Conseguiu bons resultados no ATP de Buenos Aires, chegando até as semifinais perdendo contra Juan Carlos Ferrero por 2-6, 76-7, tendo derrotado anteriormente a Łukasz Kubot, Juan Ignacio Chela e Horacio Zeballos. Chegou até as semifinais do ATP de Acapulco, derrotando antes a Fernando Verdasco por 7-5 e 6-3, mas teve que se retirar da partida com Juan Carlos Ferrero quando estava perdendo por 7-5 ao sentir uma dor na costela.
Derrotou a Fabio Fognini no Masters de Indian Wells, na terceira rodada eliminou a Juan Carlos Ferrero, em uma partida que durou mais de três horas. Venceu a Guillermo García-López, mas perdeu na seguinte para Ivan Ljubičić por parciais de 6-4, 2-6 e 1-6. No ATP de Miami, derrotou na segunda rodada a Marsel İlhan e na rodada seguinte perdeu para Fernando González por 7-6, 4-6 e 2-6.
No ATP de Monte Carlo derrotou a Jarkko Nieminen e foi eliminado por Michael Berrer. No ATP de Barcelona logo na estreia foi eliminado por Daniel Gimeno-Traver. No ATP de Roma começou com vitória contra Igor Andreev, mas em seguida foi eliminado por Victor Hănescu. No ATP de Madri derrotou a Simon Greul e Thomaz Bellucci, mas perdeu para Nicolás Almagro. No Torneio de Roland Garros perdeu na estreia para Grega Žemlja.
Em 14 de abril de 2010 anunciou que tinha problemas no pulso esquerdo e que decidiu se operar logo após sua saída de Roland Garros, para não perder os torneios de saibro no circuito europeu; ficando sete semanas fora do circuito.
Retornou no ATP de Cincinnati perdendo na sua estreia para Thiemo de Bakker. Alcançando os mesmos resultados no ATP de New Haven, US Open de 2010 e ATP de Tóquio.
Em outubro chegou a final do Masters 1000 no Xangai Rolex Masters derrotando durante ao percurso a Florent Serra por 6-4 e 7-6; Thiemo de Bakker por 2-6, 6-3 e 6-4; Mischa Zverev por 6-2 e 6-0 e Jürgen Melzer por 6-7,7-5 e 6-2; mas nas semi foi derrotado por Andy Murray por 6-4 e 7-6. No ATP de Valência derrotou a Andy Murray por 6-2, 3-6 e 6-2, mas na terceira rodada foi derrotado por Marcel Granollers por 1-6, 6-3 e 6-4. O ano encerrou no ATP de Paris derrotando a Sam Querrey por 6-2 e 7-6, mas na segunda rodada foi eliminado por Novak Djokovic.

### 2011: Vice-campeão da Copa Davis
Começou a temporada de 2011, no ATP de Auckland como quinto pré-classificado e perdendo logo na primeira rodada para Adrian Mannarino por 4-6,3-6. Na semana seguinte, estava no Australian Open como 26º pré-classificado. Na primeira rodada, eliminou a Simon Greul por 7-65, 7-64 e 6-2. Na segunda rodada, perdeu para Robin Haase por 4-6, 4-6. 6-3, 2-6.
No Saibro competiu no ATP de Santiago, mas foi eliminado na primeira rodada para Máximo González por 4-6,6-3,4-6. Depois, disputou o ATP de Buenos Aires como quinto pré-classificado, derrotando na estreia a Iván Navarro por 6-2, 7-62. Em seguida, eliminou a Eduardo Schwank por 7-65, 6-2. Nas quartas de final, foi eliminado por Stan Wawrinka por 5-7, 3-6. No ATP de Acapulco foi o sétimo cabeça de chave, derrotando na primeira rodada a Horacio Zeballos por 7-5 e 7-63. Na segunda rodada, venceu a Pablo Cuevas por 6-3, 6-4. Nas quartas de final, foi eliminado por David Ferrer por 6-2, 5-7, 2-6. Após, disputou as Oitavas de final da Copa Davis de 2011 diante da Romênia, disputando o segundo ponto da série e derrotando a Victor Hănescu 7-65, 1-6, 6-1, 6-1. Disputou o quinto ponto com a série definida para a Argentina e perdeu diante de Adrian Ungur por 4-6, 6-2, 3-6, finalizando a série com 4 a 1.
Disputou o ATP de Indian Wells como 27º pré-classificado. Nesta qualidade não precisou disputar a primeira rodada, estreando na segunda com uma derrota para Ryan Sweeting por 1-6, 6-0, 1-6. Logo após, competiu no ATP de Miami como 32º cabeça de chave, estreando na segunda rodada vitorioso diante de Sergiy Stakhovsky por 6-4, 26-7, 6-4, mas foi derrotado por Roger Federer na seguinte rodada por 46-7 e 4-6.
Logo na primeira rodada do ATP de Monte Carlo para Jo-Wilfried Tsonga por 6-4, 3-6, 2-6. Em seguida, foi convidado para participar do ATP de Barcelona como 16º pré-classificado. Estreou com vitória diante de Grigor Dimitrov por 6-4, 6-1, mas foi eliminado na rodada seguinte por Simone Vagnozzi com parciais de 3-6, 2-6. No ATP de Belgrado foi eliminado na primeiro rodada por Feliciano López por 4-6, 5-7. No ATP de Madri, venceu a Andrey Golubev por 2-6, 6-2, 6-2; em seguida eliminou a Gaël Monfils por 6-2, 3-0 e o francês saiu da partida. Na terceira rodada perdeu para Tomáš Berdych por 5-7. 3-6. Teve a oportunidade de disputar o ATP de Roma com vitória na primeira rodada a Andreas Seppi por 6-1, 4-6, 6-2. Enfrentou a Tomáš Berdych e perdeu por 6-2, 6-2. Posteriormente, representou a Argentina na Copa do Mundo de Equipes. Na primeira rodada diante do Cazaquistão, venceu a Andrey Golubev por 6-4, 6-0 nos individuais, e em duplas junto com Máximo González derrotaram a Andrey Golubev e Mikhail Kukushkin por 6-4, 6-3. Diante da Suécia, Pico junto com Juan Ignacio Chela em duplas venceram a Simon Aspelin e Robert Lindstedt por 7-61, 6-0. No round-robin, a Argentina enfrentou os Estados Unidos. Derrotou a Mardy Fish por 7-64, 7-5. Em duplas com Máximo González venceram a John Isner e Sam Querrey por 6-2, 6-4. Encerrando a primeira fase, enfrentaram a Alemanha. Pico perdeu o primeiro ponto diante de Florian Mayer por 46-7, 0-6 e a Argentina perdeu a final por 2 a 1. Encerrando a temporada de Saibro, disputou Torneio de Roland Garros, perdendo na primeira rodada diante de Fernando Verdasco por 2-6, 5-7, 6-4, 4-6.
No tour na relva, competiu somente em Torneio de Wimbledon, perdendo na primeira rodada para Mikhail Iujny por 6-4, 2-6, 2-6, 6-4, 4-6.
Disputou as Quartas de final da Copa Davis diante do Cazaquistão. Vencendo a Andrey Golubev por 6-3, 6-0, 6-4. Também disputou ao quinto ponto da série, derrotando a Mikhail Kukushkin por 6-4, 6-1. Finamente a Argentina alcançou a vitória por 5 a 0. No circuito de verão no Saibro, disputou do ATP de Båstad, na primeira rodada eliminou a Carlos Berlocq por 56-, 7-67, 6-2. Devido a uma lesão no pé não jogou contra Blaž Kavčič. Disputou o ATP de Hamburgo, derrotando na estreia a Simone Bolelli por 6-3, 7-5. Na segunda rodada, eliminou a Janko Tipsarević por 6-2, 6-4. Na terceira rodada, perdeu diante de Florian Mayer por 7-5, 7-5.
Jogou em ATP de Winston-Salem, perdendo nas quartas de final para Andy Roddick. Chegou a quarta rodada do US Open de tênis, perdendo para Roger Federer.
Perdeu três partidas em sequência, começando na Copa Davis de 2011, na eliminatória saiu da partida diante de Janko Tipsarević depois de perder o primeiro set por 6-2; na primeira rodada do ATP de Tóquio e ATP de Xangai. Chegou na primeira final depois de um ano e meio no ATP de Valência, mas perdeu para Marcel Granollers, depois de detter a Nicolás Almagro e David Ferrer. No ATP de Paris venceu a Gilles Simon e Mardy Fish, mas nas quartas de final perdeu para Roger Federer.
Entre 2 a 4 de dezembro aconteceu a final da Copa Davis de 2011 entre Espanha e Argentina em Sevilha. No piso de Saibro, começou a série diante de Rafael Nadal, perdendo por 6-1, 6-1 e 6-2. Nos três pontos seguintes a Espanha ganharia 2 de 3 e se sagraria a campeã.
Mónaco terminou o ano como o nº 26.

## Desempenho em Torneios

### Simples

#### Títulos (8)
| Legenda                                                     |
| Grand Slam (0)                                              |
| Tennis Masters Cup ATP World Tour Finals (0)                |
| ATP Masters Series ATP World Tour Masters 1000 (0)          |
| ATP International Series Gold ATP World Tour 500 Series (1) |
| ATP International Series ATP World Tour 250 Series (7)      |

| Títulos por superfície |
| Dura (1)               |
| Grama (0)              |
| Saibro (7)             |
| Carpete (0)            |

| Nr. | Data                    | Torneio                 | Superfície | Adversário na Final | Resultado        |
| 1.  | 26 de Fevereiro de 2007 | Buenos Aires, Argentina | Saibro     | Alessio di Mauro    | 6–1, 6–2         |
| 2.  | 26 de Maio de 2007      | Pörtschach, Áustria     | Saibro     | Gaël Monfils        | 7–6(3), 6–0      |
| 3.  | 29 de Julho de 2007     | Kitzbühel, Áustria      | Saibro     | Potito Starace      | 5–7, 6–3, 6–4    |
| 4.  | 5 de Fevereiro de 2012  | Viña del Mar, Chile     | Saibro     | Carlos Berlocq      | 6–3, 6–7(1), 6–1 |
| 5.  | 15 de Abril de 2012     | Houston, Estados Unidos | Saibro     | John Isner          | 6-2, 3-6, 6-3    |
| 6.  | 22 de Julho de 2012     | Hamburgo, Alemanha      | Saibro     | Tommy Haas          | 7-5, 6-4         |
| 7.  | 30 de Setembro de 2012  | Kuala Lumpur, Malásia   | Dura       | Julien Benneteau    | 7–5, 4–6, 6–3    |
| 8.  | 25 de Maio de 2013      | Dusseldorf, Alemanha    | Saibro     | Jarkko Nieminen     | 6-4, 6-3         |

#### Vice-campeonatos (12)
| Nr. | Data                   | Torneio                 | Superfície | Adversário na Final | Resultado        |
| 1.  | 4 de Abril de 2005     | Casablanca, Marrocos    | Saibro     | Mariano Puerta      | 6–4, 6–1         |
| 2.  | 28 de Janeiro de 2008  | Viña del Mar, Chile     | Saibro     | Fernando González   | W/O              |
| 3.  | 19 de Maio de 2008     | Pörtschach, Áustria     | Saibro     | Nikolay Davydenko   | 6–2, 2–6, 6–2    |
| 4.  | 16 de Abril de 2009    | Buenos Aires, Argentina | Saibro     | Tommy Robredo       | 7–5, 2–6, 7–6(5) |
| 5.  | 13 de Julho de 2009    | Båstad, Suécia          | Saibro     | Robin Söderling     | 6–3, 7–6(4)      |
| 6.  | 27 de Setembro de 2009 | Bucareste, Romênia      | Saibro     | Albert Montañés     | 7–6(2), 7–6(6)   |
| 7.  | 7 de Fevereiro de 2010 | Santiago, Chile         | Saibro     | Thomaz Bellucci     | 6–2, 0–6, 6–4    |
| 8.  | 6 de Novembro de 2011  | Valencia, Espanha       | Dura       | Marcel Granollers   | 6–2, 4–6, 7–6(3) |
| 9.  | 15 de Julho de 2012    | Stuttgart, Alemanha     | Saibro     | Janko Tipsarević    | 4-6, 7-5, 3-6    |
| 10. | 3 de Agosto de 2013    | Kitzbühel, Áustria      | Saibro     | Marcel Granollers   | 6-0, 6-7(3), 4-6 |
| 11. | 27 de Julho de 2014    | Gstaad, Suíça           | Saibro     | Pablo Andújar       | 3-6, 5-7         |
| 12. | 1 de Março de 2015     | Buenos Aires, Argentina | Saibro     | Rafael Nadal        | 4-6, 1-6         |

### Duplas

#### Títulos (3)
| Legenda                                                     |
| Grand Slam (0)                                              |
| Tennis Masters Cup ATP World Tour Finals (0)                |
| ATP Masters Series ATP World Tour Masters 1000 (0)          |
| ATP International Series Gold ATP World Tour 500 Series (0) |
| ATP International Series ATP World Tour 250 Series (2)      |

| Títulos por superfície |
| Dura (1)               |
| Grama (0)              |
| Saibro (1)             |
| Carpete (0)            |

| Nr. | Data                 | Torneio                 | Superfície | Parceiro        | Adversários na Final         | Resultado        |
| 1.  | 7 de Janeiro de 2008 | Auckland, Nova Zelândia | Dura       | Luis Horna      | Xavier Malisse Jürgen Melzer | 6–4, 3–6, [10–7] |
| 2.  | 19 de Abril de 2008  | Valencia, Espanha       | Saibro     | Máximo González | Travis Parrott Filip Polášek | 7–5, 7–5         |
| 3.  | 9 de Janeiro de 2015 | Doha, Qatar             | Dura       | Rafael Nadal    | Julian Knowle Philipp Oswald | 6-3, 6-4         |

#### Vice-campeonatos (3)
| Nr. | Data                    | Torneio                 | Superfície | Parceiro         | Adversários na Final            | Resultado     |
| 1.  | 28 de Janeiro de 2008   | Viña del Mar, Chile     | Saibro     | Máximo González  | José Acasuso Sebastián Prieto   | 6–1, 3–0 ret. |
| 2.  | 2 de Fevereiro de 2009  | Costa do Sauípe, Brasil | Saibro     | Lucas Arnold Ker | Marcel Granollers Tommy Robredo | 6–4, 7–5      |
| 3.  | 10 de Fevereiro de 2013 | Viña del Mar, Chile     | Saibro     | Rafael Nadal     | Paolo Lorenzi Potito Starace    | 6-2, 6-4      |